# Дворец спорта имени Бориса Александрова
Дворец спорта имени  Бориса Александрова (каз. Борис Александров атындағы спорт сарайы) — ледовый дворец спорта в Усть-Каменогорске. Здесь проводит домашние матчи хоккейная команда «Торпедо», выступающая в Pro Hokei Ligasy. Располагается по адресу: проспект Абая, дом 2, Усть-Каменогорск, Казахстан.

## История
Дворец спорта строился с 1964 по 1968. Впервые в Казахстане при возведении здания дворца использовали 64-метровые фермы перекрытия, впервые в СССР вместе с основной площадкой было построено тренировочное ледовое поле. Первоначально основная арена вмещала 5 200 зрителей, но после масштабной реконструкции, проведённой в 2001 году, число мест уменьшилось до 4 400. Внутреннее устройство Дворца не раз подвергалось значительным изменениям, но внешний вид здания оставался неизменным. 
Зимой 2011-2012 года была проведена замена фасада без модернизации самого здания. По задумке архитекторов, новый фасад напоминает каску вратаря. Кроме того, около здания появился памятник хоккеисту и большой изогнутый светодиодный экран.